# Le Malheur qui passe
Le Malheur qui passe est un film muet français réalisé par Louis Feuillade et sorti en 1916.

## Fiche technique
- Réalisation : Louis Feuillade
- Société de production : Société des Établissements L. Gaumont
- Pays de production : France
- Format : Muet - Noir et blanc - 1,33:1 - 35 mm
- Métrage : 990 m
- Genre : Moyen métrage
- Date de sortie : 
  - France : septembre 1916

## Distribution
- Yvette Andréyor
- Berthe Jalabert
- Louise Lagrange
- Louis Leubas
- Édouard Mathé
- Gaston Michel